# Shanghai Disneyland Park
Shanghai Disneyland Park es un parque temático ubicado en Pudong, Shanghái, China, que forma parte del Shanghai Disney Resort. Fue inaugurado el 16 de junio de 2016 y es administrado por Walt Disney Parks, Experiences and Products y Shanghái Shendi Group.

## Construcción
Shanghái Disneyland Park es una nueva variación de los parques tradicionales "Disneyland" que se encuentran en todo el mundo, y no incluye muchas características que se encuentran en la mayoría de los otros "Disneyland". Saliendo del tradicional "centro y radios" diseño Disney, este parque no incluye un área del cubo convencional, ni tampoco una atracción del ferrocarril que circunde el parque. Como un reemplazo para un "hub", el centro del parque cuenta con una colección de 11 acres de jardines. Por primera vez en la historia de parques Disney, el carrusel y atracciones de Dumbo del parque se encuentran en frente del castillo del parque en lugar de detrás. A diferencia de otros parques de estilo de Disneyland, este parque no incluye "Frontierland", ni una zona de "Main Street EE.UU.". El parque cuenta con 7 áreas temáticas: Mickey Avenue, Fantasyland, Gardens of Imagination, Tomorrowland, Toy Story Land, Treasure Cove, y Adventure Isle.

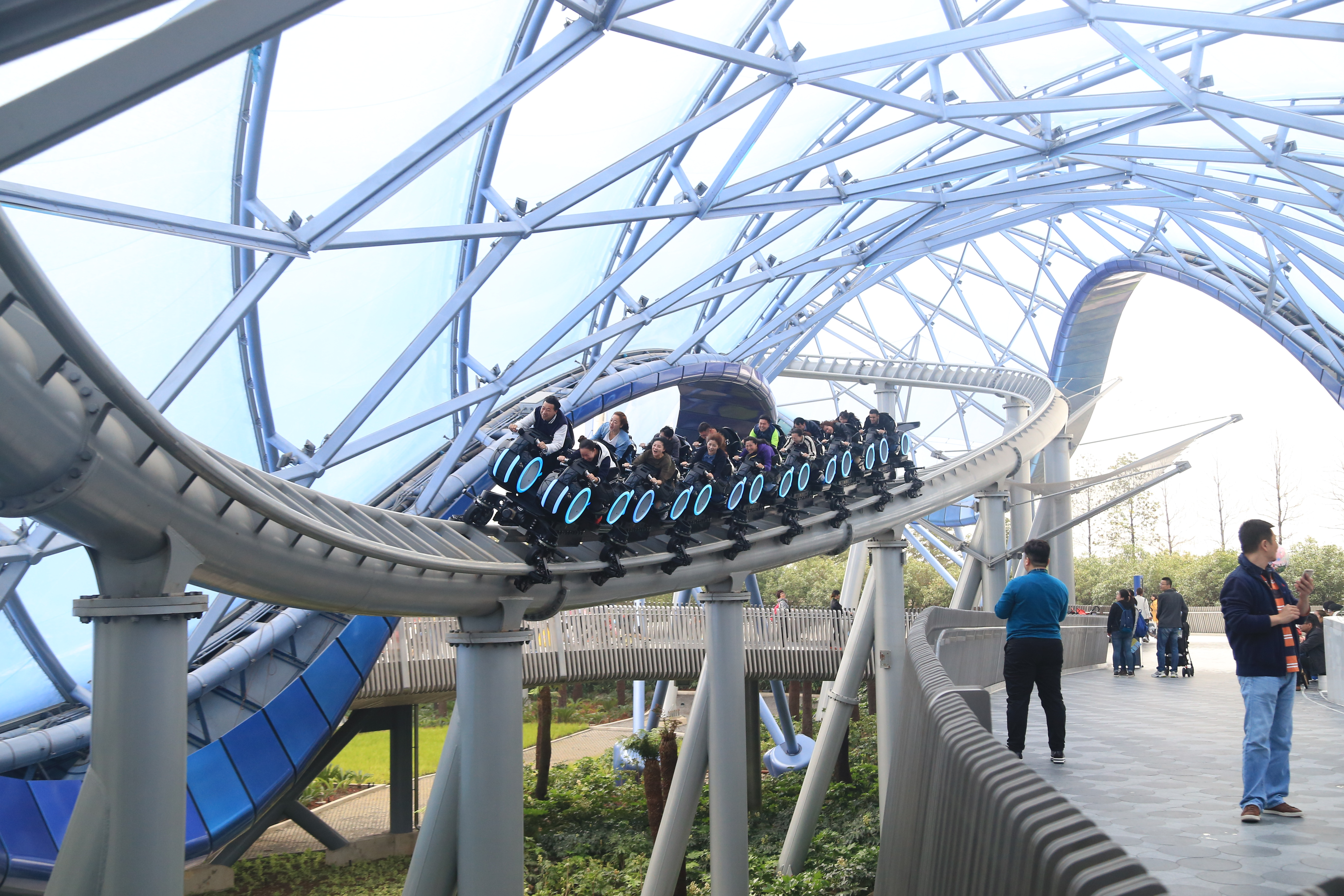
montaña rusa en disneyland china

## Áreas

### Mickey Avenue
En lugar de la tradicional "Main Street, U.S.A.", Shanghái Disneyland Park incluye una nueva zona de entrada llamada Mickey Avenue, una colección de tiendas y restaurantes con temas de diferentes épocas de la historia de Disney. El Circle Theater Carthay, que también se encuentra en Disney California Adventure Park, también es un icono de esta zona del parque. Una variación de la estatua 'Partners', basada en la estatua que se encuentra en el centro del cubo en la mayoría de los otros parques de estilo Disney también se erigió en el sitio. La estatua representa a Walt Disney y Mickey Mouse agarrados de la mano con otros personajes de Disney (incluyendo Minnie Mouse, princesa Ariel, Flounder, Mushu, Pongo, Perdita, Baloo, Goofy, Dumbo, Timón, Pumba y Bambi).
Atracciones
- Minnie Mouse and Friends

- Walt Disney Theater

Restaurantes
- Club 33
- Mickey & Pals Market Cafe
- Patisserie de Remy
- Sweethearts Confitería

Tiendas
- Whistle Stop Shop

### Fantasyland
El parque contará con una nueva versión de Fantasyland. El castillo del parque será llamado Enchanted Castle Storybook, representará a todas las princesas de Disney y será el más grande y más interactivo de todos los seis castillos de estilo "Magic Kingdom". Fantasyland de Shanghái se divide en dos secciones con el área tradicional Fantasyland que está ubicada detrás el castillo, y una nueva zona llamada Gardens of Imagination se encuentran enfrente.
Fantasyland contará con una nueva versión de Peter Pan's Flight, así como una copia de Seven Dwarfs Mine Train que se encuentra en Walt Disney World Resort. En lugar de las tradicionales "Tazas de té", el parque de Shanghái contará con la vuelta Honey Pot, un paseo en el hilado dentro de grandes ollas de miel. Las aventuras de Winnie The Pooh también se incluirán además de Alice's Curious Labyrinth similar al de Disneyland París.
Atracciones
- Alice in Wonderland Laberinto
- Enchanted Castle Storybook
- Evergreen Playhouse (Play Area)
- Cien Acres
- Honey Pot Giro
- "Es un mundo pequeño"
- "Érase una vez" Adventure (Walk-Through)
- Vuelo de Peter Pan
- Seven Dwarfs tren de la mina
- Storybook Corte (Personaje Meet & Greet Area)
- Espada en la Piedra (Mostrar)
- Las aventuras de Winnie the Pooh

### Frontierland
- El área estaría compuesta principalmente por Tom Sawyer Island.
- Sam Clemens Raftboats es la única forma de acceder al área.
- El muelle de estos botes estaría en la entrada al área desde Central Plaza, donde usualmente se suele encontrar un puente de acceso.
- La isla es tan grande como para que el otro extremo no pueda ser visto desde la entrada.
- Todas las atracciones tales como Big Thunder Mountain estarían allí.
- La isla estaría tematizada como un pueblo clásico del oeste y varios catamaranes la rodearían
- Desde Big Thunder Mountain se podría obtener una buena vista de la monstruosa Shappire Summit.
- Del lado opuesto de la isla a Big Thunder Mountain hay un jardín plantado, de forma similar a los de Epcot.
- En Town Square del pueblo isleño, habría varios comercios clásicos y vaqueros que se pasean a caballo.

GARDENS OF IMAGINATION
- Dumbo The flying elephant (Dumbo el elefante volador)

Un paseo subido en Dumbo frente al castillo. Apto para todas las edades.
- Fantasia Carousel. (Carrusel Fantasía)

Un carrusel a lomos de algunos de los caballos míticos de la saga Disney. Ésta atracción es la primera que ha introducido alas en algunos de sus caballos.
- Marvel Universe ( Universo Marvel)

Accede a una de las colecciones Marvel más grandes. Conoce algunos de tus super héroes más famosos como el Capitán América o Spiderman. Aprovécha y pruébate el traje de Iron Man en un ambiente único. Para toda la familia.
- Meet Mickey at the Gardens of Imagination (Encuentra a Mickey Mouse en los jardines de la Imaginación)

Ya sólo la entrada a esta instalación crea una aire de expectación mágico. Y de repente tras una puerta, allí está, los niños no se lo pueden creer. Tienen muy cerca a uno de los personajes favoritos de la saga Disney.

### ADVENTURE ISLE
- Camp Discovery(Descubre el campamento)

Es un recorrido a través del campamento por cuerdas desafiantes y senderos escénicos, mientras buscas reliquias antiguas que te permitirán vivir una experiencia divertida con los más pequeños. En su interior hay una zona de desafío, en el que los más pequeños demuestran su valentía al ir anclados a unas cuerdas. Esta actividad va dirigida a mayores de 106 cm. y recorre tres zonas de dificultades diferentes.
- Disney Jungle Characters at Happy Circle (personajes Disney de la selva en el Happy

Circle). Conoce a los personajes más famosos del Libro de la Selva o del Rey León en este lugar totalmente ambientado. 
- Roaring rapids

Esta atracción para mayores de 106 cm. es uno de sus platos fuertes. Un recorrido asombroso a través de rápidos. Si buscas aventura y emoción estás en el lugar indicado. Sumérgete en un rafting adrenalínico en el que te enfrentarás a Q’aráq -una bestia parecida a un cocodrilo que vive en el interior de la montaña. ¿Te atreves? Pues si eres capaz de escapar, todavía te queda llegar a tierra firme mientras atraviesas volcanes y remolinos.
- Soaring over the horizon (subiendo por el horizonte)

Para niños más altos de 102 cm. Espectacular evolución de una de las atracciones estrella de los parques Disney de California y el parque de Orlando. Una experiencia única que te transporta a un viaje único alrededor del mundo y que recorre algunos de los sitios más emblemáticos de la tierra.

### TREASURE COVE
- Jack Sparrow Captain at Tresaure Cave. (Capitán Jack Sparrow en la Ensenada del Tesoro)

Esta zona es en sí una atracción. Básicamente accede aquí dispuesto a encontrarte con piratas y bucaneros que harán que corras unas aventuras inimaginables.
- Explorer canoes. (Canoas de exploración)

Sube a bordo de las canoas y remo en mano recorre las zonas de Tresaure Cove y Adventure Island. Cada giro te acerca a una nueva aventura en la que naufragios, cuevas y selvas te están esperando.
- Pirates of the Caribbean: Battle for the sunken tresaure. Piratas del Caribe Batalla por el tesoro hundido

La premiada por la Asotiation Themed Entertainment (otoño de 2016) y por la Sociedad de Efectos Visuales como Premio a la industria (febrero de 2017) por sus espectaculares efectos especiales es una de las mejores atracciones.
- Shipwreck Shore

Zona de ocio diseñada para los más pequeños en un enclave irrepetible, el naufragio de un galeón pirata.
Para todas las edades